# Meridià verd

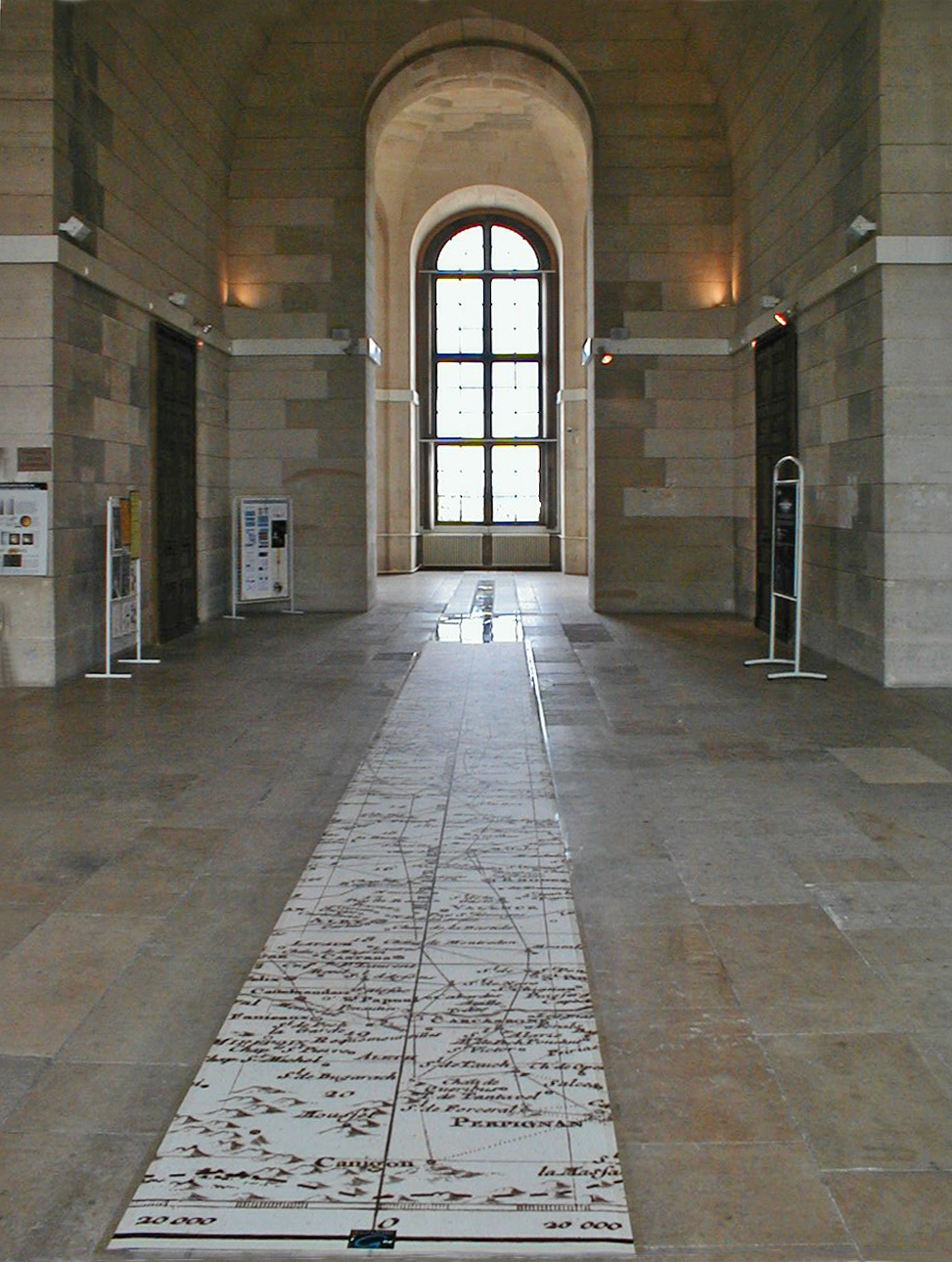
Sala Meridiana de l'Observatori de París

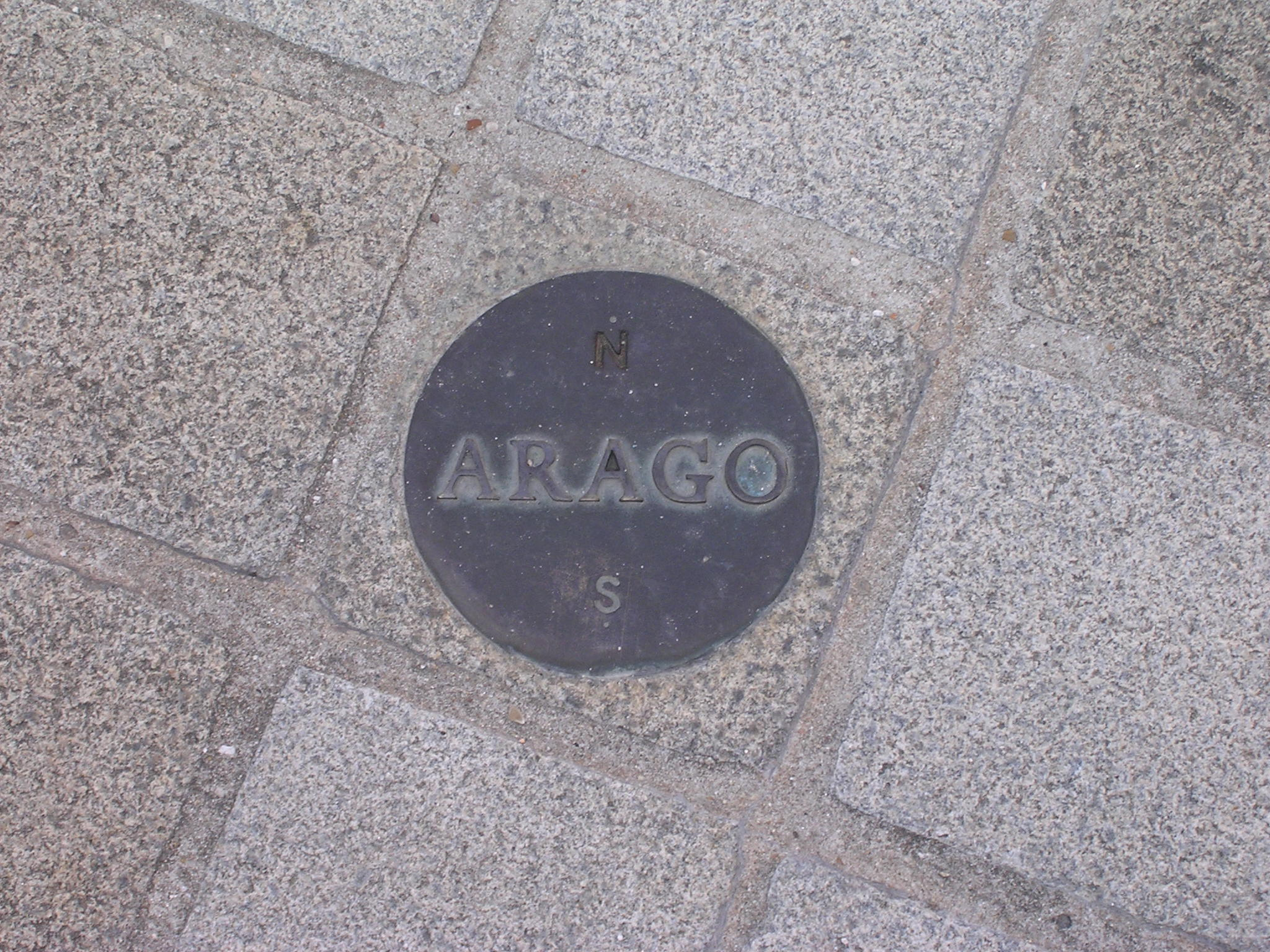
Plaques en homenatge a Francesc Aragó

El meridià verd és una iniciativa per commemorar la mesura del meridià de París que va servir de base per definir la unitat del metre. El meridià verd va des de Dunkerque, al mar del Nord, fins a la platja d'Ocata, al Masnou. En concret, és el meridià situat a 2° 20′ 14,025″ a l'est del meridià de Greenwich.

## Història
El meridià de París és el meridià que passa pel centre de l'Observatori de París. El 1718 es va fer una primera mesura entre Dunkerque i Barcelona. Entre 1792 i 1798 es van completar les mesures, allargant les triangulacions geodèsiques fins a les illes Balears. En aquesta segona etapa hi va participar, entre d'altres, Francesc Aragó. El 10 de desembre del 1799 va quedar fixat el metre com "la deumil·lionèsima part de l'arc meridià terrestre comprès entre el pol nord i l'equador".
L'any 2000 es van iniciar una sèrie de projectes per rememorar l'itinerari del meridià de París, anomenant-lo meridià verd.

## Fites commemoratives

### França
- Al sòl de la sala meridiana, o sala de Cassini, de l'Observatori de Paris es troba una representació del meridià.
- A les voreres de Paris es troben 135 plaques de bronze de 12 cm de diàmetre que segueixen l'itinerari del meridià. Porten la inscripció "ARAGO" i la indicació "N" i "S".
- Entre Dunkerque i Prats de Molló i la Presta s'han plantat milers d'arbres, originant el nom de meridià verd.

### Catalunya

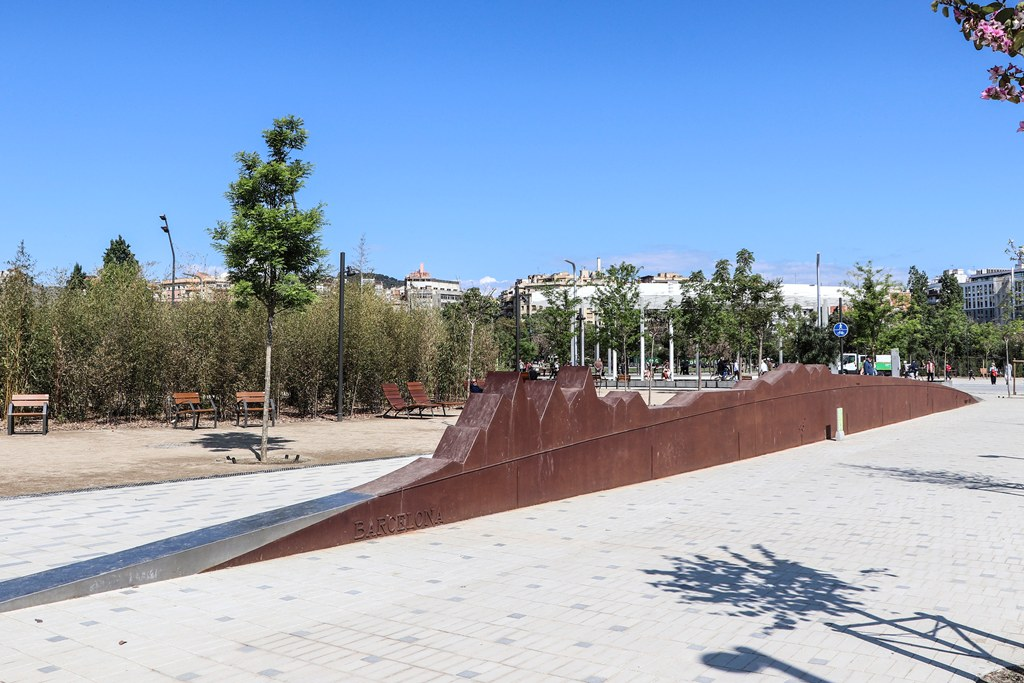
Meridià, a la plaça de les Glòries de Barcelona

- Està senyalitzada la ruta temàtica RT-6[1] des del coll de Pal fins al Masnou, passant pel Parc Natural del Montseny i el Parc de la Serralada Litoral. És un sender per fer a peu o amb bicicleta.
- A la torre del Rellotge del moll de Pescadors de Barcelona, on hi havia l'antic far que va ser un dels punts geodèsics, hi ha una placa commemorativa. Es dona la circumstància que la torre és el punt de creuament de les línies que prolonguen l'avinguda del Paral·lel i l'avinguda de la Meridiana.
- A la plaça de les Glòries hi ha un monument d'acer de 35 metres de llarg que representa a escala el perfil terrestre del meridià.

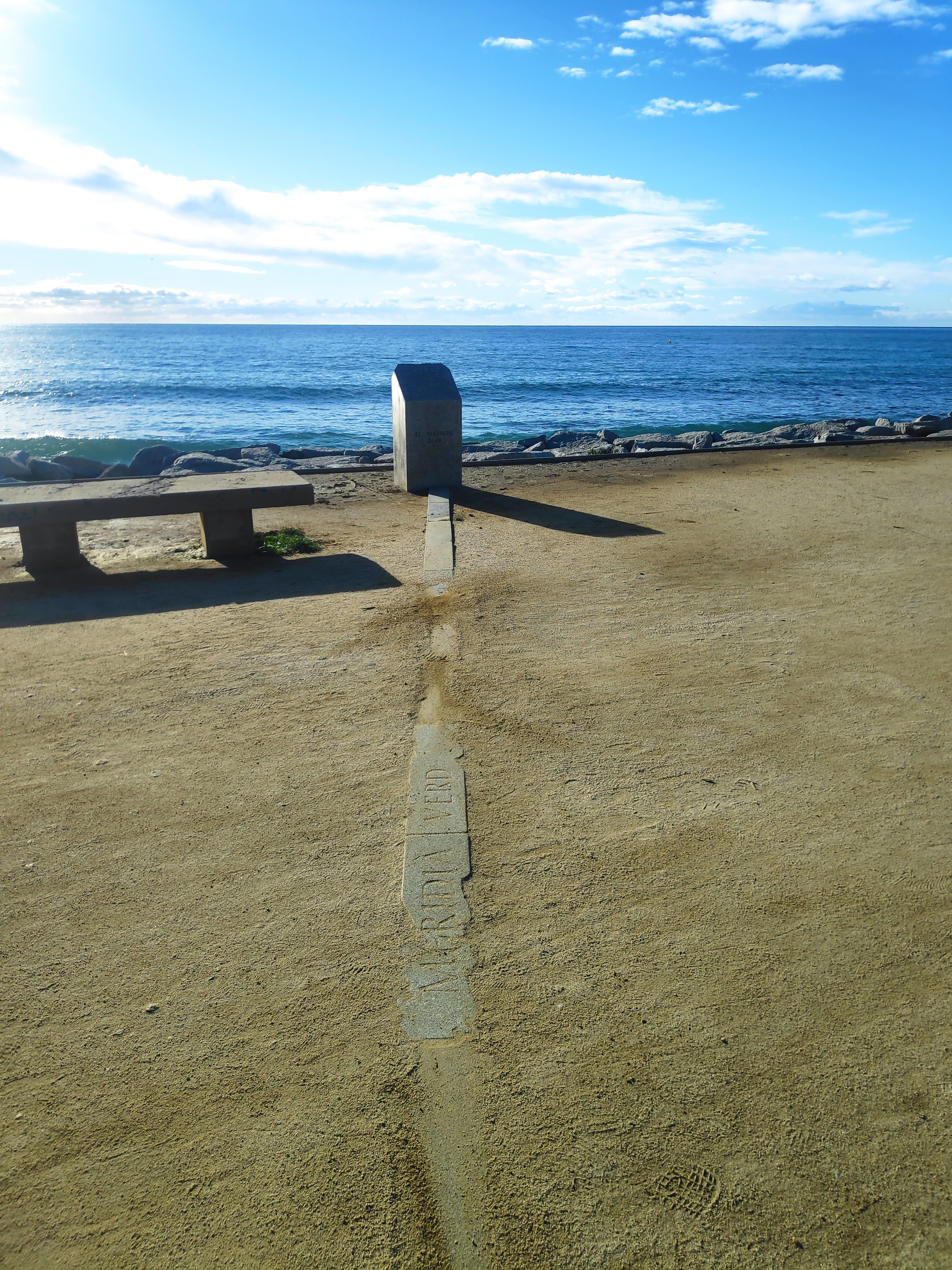
Monòlit del Meridià Verd, al passeig de la platja d'Ocata, vista general

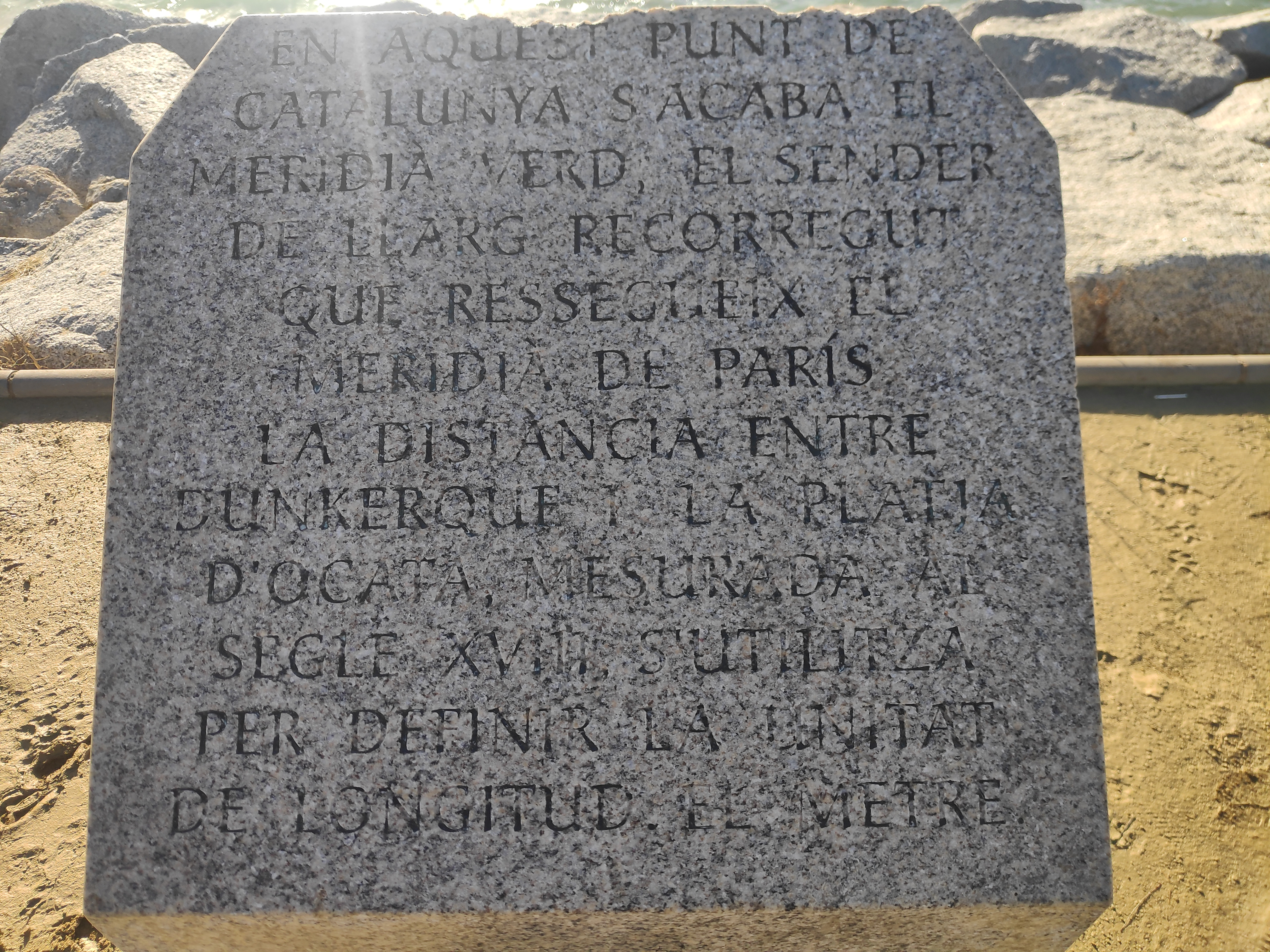
Monòlit del Meridià Verd, al passeig de la platja d'Ocata, detall

- A la platja d'Ocata del Masnou hi ha un monòlit commemoratiu a pocs metres del mar.
- Als banys de la Presta, a la capçalera del riu Tec, al Vallespir, a sota d'un magnífic i centenari exemplar de freixe hi ha un monòlit que commemora la senyalització del Meridià Verd.

## Itinerari
- A la Catalunya del Nord:
  - Fullà
  - Mosset
  - Conat
  - Vilafranca de Conflent
  - Serdinyà
  - Escaró
  - Saorra
  - Pi de Conflent
  - Prats de Molló i la Presta
- A Catalunya
  - Vidrà
  - l'Esquirol
  - les Masies de Roda
  - Roda de Ter
  - Sant Julià de Vilatorta
  - Viladrau
  - Cànoves i Samalús
  - la Roca del Vallès
  - Teià
  - el Masnou